# Bela (Kokra)
Bela (tudi Belca, Belica) je potok, ki izvira severno od naselja Bašelj in teče po sredini vasi. Pot nadaljuje skozi naselja Zgornja Bela, Srednja Bela ter Suha pri Predosljah in se v naselju Predoslje kot desni pritok izliva v reko Kokro. Del vode odteka preko posestva gradu Brdo pri Kranju, kjer napolnjuje številna umetna jezerca in se nato izliva v reko Kokro.